# Manninghofer Bach
Koordinaten: 51° 36′ 25″ N, 8° 18′ 41″ O
Das 2 ha große Naturschutzgebiet (NSG) Manninghofer Bach liegt in der Gemeinde Erwitte im Kreis Soest in Nordrhein-Westfalen. Das NSG wurde 1991 ausgewiesen. Die NSG-Fläche ist seit 2004 Teil des FFH-Gebietes Manninghofer Bach sowie Gieseler und Muckenbruch (Nr. DE-4315-302) und auch als Teil des Europäischen Vogelschutzgebietes Hellwegbörde (Nr. DE-4416-401).

## Gebietsbeschreibung
Das NSG mit der Kennung SO-037 umfasst Quell- und Durchflussbereiche des gleichnamigen Baches sowie angrenzende Gebiete. Das NSG liegt im westlichen Bereich der Kernstadt Erwitte. Es wird im Norden durch die B 1 und im Westen durch den Autobahnzubringer (zur nahen BAB 44) der B 55 begrenzt. Östlich und südlich befinden sich Ackerflächen.